# Здание таможни Тильзита
Здание таможни Тильзита, другой вариант — Дом на границе — архитектурный памятник, находящийся в Советске, на улице Базарной,1-3.
Здание является архитектурной достопримечательностью и историческим открыточным видом города, а также ходит в охранную зону моста королевы Луизы, главной достопримечательности бывшего Тильзита, и составляет с ним единый архитектурный ансамбль.
Имеет большое культурное значение для города и представляет интерес для туристов. Здание получило известность в России после серии репортажей федеральных телеканалов о его бедственном состоянии и проблемах людей, связанных с посещением здания, находящегося на границе с Евросоюзом, различных государственных служб.

## История
Построено здание было в конце XIX века, по крайней мере, уже упоминается в адресной книге Тильзита за 1884 год — там указано, что здание на Шлоссмюленштрассе принадлежало мастеру-хлебопёку, который сдавал его в аренду.
В 1914 году началась Первая мировая война, и у моста королевы Луизы произошло сражение между немецкими и русской войсками, в ходе которой русская армия одержала победу. В Тильзите на какое-то время установилась российская власть. Этот бой изображен на картине художника Бюргера, там запечатлен и дом на Шлоссмюленштрассе. После войны он продолжал сдаваться в наем, количество жильцов в нём становилось то больше, то меньше, но всегда это были представители среднего класса — ремесленники, учителя, бухгалтеры, торговцы и т. д.
После Версальского договора Литва, воспользовавшись ослаблением Германии, аннексировала у неё Мемельский край (город Клайпеда с прилегающим районом) и граница между двумя государствами стала проходить по реке Неман, а Тильзит соответственно стал пограничным городом. Собственником здания стало Управление Государственной Таможни, в нём разместилось Таможенное ведомство моста через реку Неман, управляющим был назначен таможенник Геткамп, в доме постоянно проживали таможенный ассистент и вахтёр.
После окончания Второй мировой войны Шлоссмюленштрассе переименовали в улицу Базарную, а здание снова разделили на два адреса. Там было организовано семейное общежитие, которое впоследствии разбили на несколько десятков коммунальных квартир.
Мост королевы Луизы после войны остался главной достопримечательностью города Советска, главным открыточным видом. И дом бывшей таможни Тильзита на улице Базарной является его неотъемлемой частью. Например, в известном фильме о Великой Отечественной войне «Отец солдата» он также показан, так как почти вплотную примыкает к мосту.

## Описание
Здание в виде буквы «П» по адресу Базарная 1-3 представляет собой на самом деле два разных дома, связанных аркой.

## Борьба за сохранение дома
В 2019 году власти Советска объявили о переселении жильцов здания тильзитской таможни («Дома на границе») из-за его аварийного состояния и последующем сносе строения.
После того, как стали известны намерения снести дом тильзитской таможни и в областной Службе по сохранению культурного наследия его отказались признавать охраняемым памятником истории, в социальных сетях города Советска прошел опрос — нужно ли сохранять старинное здание после расселения жильцов.
Более 90 % населения выбрало вариант с сохранением и реставрацией здания для таможенно-пограничных и иных нужд, так как это память о прошлом, подвиге русских солдат двух мировых войн, о развитии и жизни города в советский период. И снос такого важного культурного наследия стал бы кощунством и вандализмом, оскорблением истории России, ветеранов и жителей региона.
На данный момент появилась информация, что решение о сносе дома в 2020 году заморожено. В то же время здание бывшей тильзитской таможни продолжает разрушаться и пребывать в крайне опасном состоянии